# Валпредина (Бергамо)
Валпредина је насеље у Италији у округу Бергамо, региону Ломбардија.
Према процени из 2011. у насељу је живело 105 становника. Насеље се налази на надморској висини од 382 м.